# Deepin
Deepin és una distribució de Linux d'origen xinès basada en la branca estable de Debian; sota la llicència GPL version 3. Compta amb un entorn d'escriptori propi el DDE. Deepin ve amb un conjunt de programari lliure i privatiu per defecte. Genera ingressos mitjançant la venda de suport tècnic i altres serveis.

## Característiques

### Deepin Desktop Environment
El Deepin Desktop Environment (DDE) es va començar a emprar amb Linux Deepin 12.12 el 2013, en substitució de GNOME 3. Està compost de l'entorn d'escriptori, el gestor de finestres (DDE-KWin), el centre de control, el llançador d'aplicacions i la barra d’escriptori. Deepin Tool Kit (DTK) és el conjunt d'eines per al desenvolupament de la interfície i la interacció amb el sistema, estan escrites en C++ i basades en Qt. DDE es pot instal·lar en altres distribucions com Arch, Manjaro, Ubuntu, Fedora, o Debian.
El gestor de finestres utilitza DDE-KWin a partir de la versió 15.10. DDE-KWin és un conjunt d'eines similar al KWin del Plasma de KDE. Disposa d'icones de mida raonable, mostra les particions muntades a la carpeta "Ordinador". En comptes de buscar el camí al directori "/". El Centre de Control de Deepin recorda al de Mac, agrupa en una finestra plena d'icones tot allò necessari. La barra d'escriptori compta amb dues visualitzacions Fashion mode de visualització similar a Mac Os i Efficient mode de visualització similar a Windows.

### Programari
Compta amb una botiga pròpia, el llançador Deepin Store. El programari Windows que es pot emprar és reconeixible per l'etiqueta (wine). També es pot descarregar programari des de botigues alternatives o de manera manual des de diferents repositoris. Deepin empra paquets .deb, dpkg o apt però, en principi, no és compatible amb les PPA d'Ubuntu.
Deepin elabora programari propi com DMail, DMusic i DPlayer. En preparació un assistent de veu.També inclou programari propietari com: controladors Nvidia, part del firmware i programari de tercers.

### Experiència d'usuari
Es considerada una de les distribucions Linux més elegants, robusta i fàcil d'emprar. Tant és així que sovint s'ha comparat amb Windows o Mac en aquests aspectes. A la barra d'escriptori de sota hi ha el menú d'aplicacions, s'hi poden ancorar les icones del programari preferit i una safata amb tota mena d'informació útil.
Compta amb serveis innovadors com Deepin Cloud Sync, un servei que permet configurar de manera automàtica tota mena de personalitzacions, des de la configuració wifi fins al fons d'escriptori. Característica que de moment, només és disponible per als usuaris xinesos, evitant possibles infraccions de privacitat.

## Història
Al llarg del temps ha anat canviant de nom: primer s'anomenà Hiwix (2004), posteriorment s'anomenà Hiweed Linux (2004), Linux Deepin (2009) i finalment Deepin (2014).

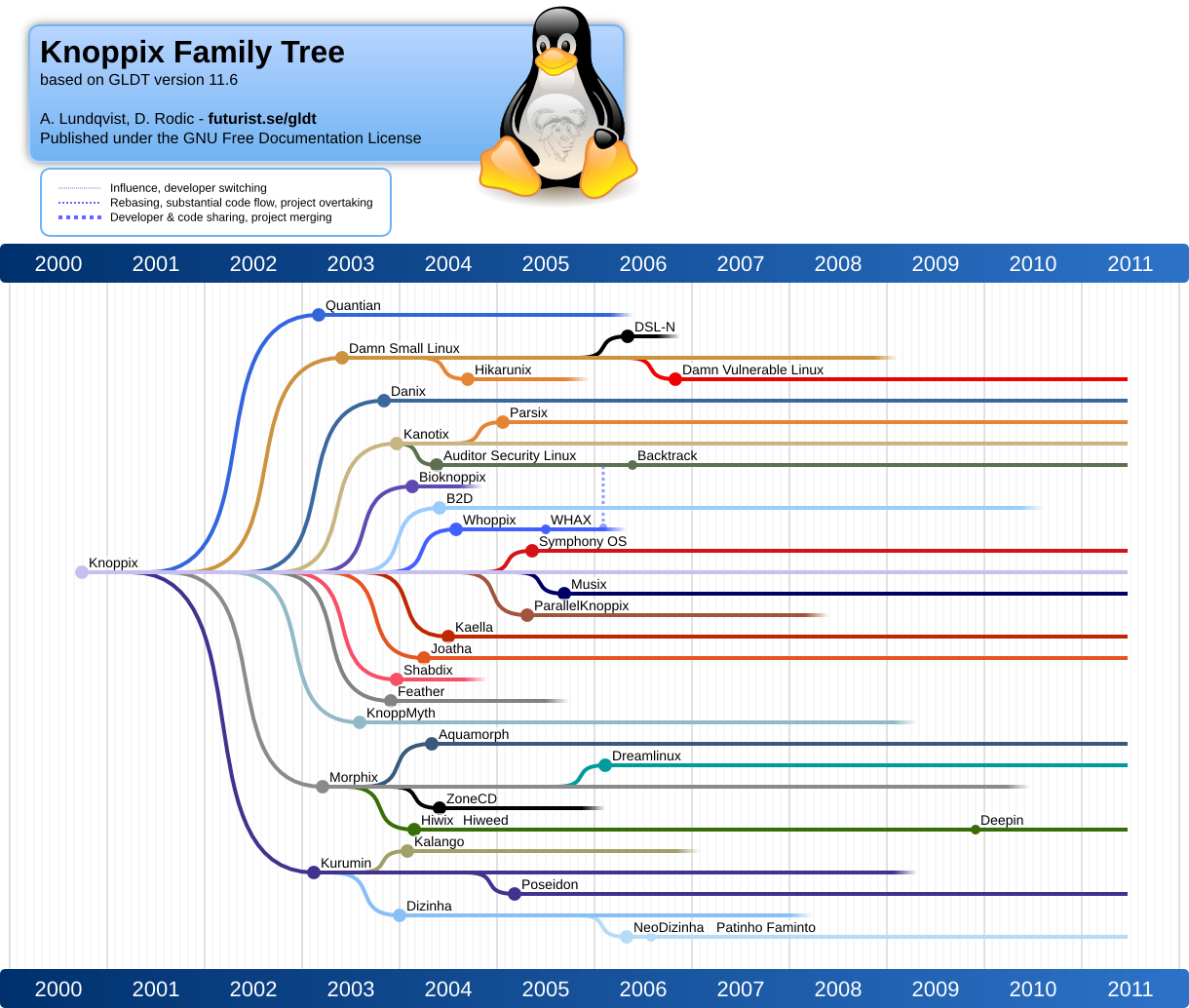
L'origen de Deepin està en la distribució Hiwix 0.1 que es basava en Morphix que per la seva banda es basava en Knoppix.

### Hiwix
El llançament de Hiwix 0.1, el 28 febrer de 2004, és el primer precedent de l'actual distribució. Va nàixer com una distribució que es podia testejar des d'una unitat de disc òptic. Es llançà des d'una pàgina web en xinès simplificat. Hiwix era una distribució basada en Morphix que emprava IceWM com entorn d'escriptori, ROX com a gestor de fitxers, i Opera com navegador web.

### Hiweed Linux
El 3 de març del 2004 es va fer el llançament Hiweed Linux 0.2. Amb aquest nom hi hagueren diferents llançaments durant quatre anys. Es prioritzà el programari en xinés preconfigurat, com ara mètodes simplificats d'entrada xinesos, diccionaris xinesos i tipus de lletra TrueType xinesos. Inicialment es basà en Debian, a partir de la versió Hiweed Linux 1.0 ho feu en Ubuntu.

### Linux Deepin
El 30 de desembre de 2009 es va llançar Linux Deepin 9.12. La nova versió es caracteritzava per una acurada selecció de paquets de programari lleugers, fàcils d'utilitzar i optimitzats i millores d'usabilitat en la interfície.
El 2011, l'equip de desenvolupament de Deepin va fundar l'empresa anomenada Wuhan Deepin Technology per donar suport al desenvolupament comercial del sistema operatiu. Des d'aleshores l'empresa va rebre encàrrecs i inversions del seu entorn xinés tant empresarials com governamentals.
La darrera versió sota la nomenclatura Linux Deepin fou llançada el 28 de novembre de 2013. Aquesta ja portava incorporat el DDE, ja present en les dues versions anteriors. Totes les versions de Linux Deepin foren suportades per Ubuntu.

### Deepin
Wuhan Deepin Technology ja era el referent del programari de codi obert a la Xina; disposava de sucursals a Pequín, Xangai i Harbin i amb influència real a l'estranger. L'agost del 2015 es va unir a la Fundació Linux, realitzant donacions per promoure el codi obert. Deepin, basat en el nucli de Linux, és el principal producte de la companyia.
Des de desembre de 2015 va deixar de estar basada en Ubuntu per passar a ser-ho en Debian. Des d'aleshores es va anar singularitzant, en afegir eines pròpies de la distribució. Deepin fa un gran salt pel que fa a l'experiència d'usuari i passa a ser la distribució més elegant per molts crítics a finals del 2018, amb la versió 15.8. L'enfrontament comercial entre els Estats Units i la Xina del 2019 va comportar un major coneixement i ús de la distribució. Wuhan Deepin Technology es va associar amb Huawei per a qui es va posar a desenvolupar sistemes operatius nous. En aquest context Wuhan Deepin Technology està sota la constant sospita d'afavorir l'espionatge xinés.
El 2019, Huawei va començar a comercialitzar els portàtils MateBook X Pro, MateBook 13 i MateBook 14 amb Deepin preinstal·lat.
La base d'usuaris de Deepin és predominantment xinesa i es desenvolupa a Wuhan, Xina per Wuhan Deepin Technology. Des de l'1 de gener de 2020 és de propietat de l'empresa estatal Unintech. Unintech és responsable de la distribució comercial UOS; en la que estan involucrades altres empreses, amb l'objectiu de mitigar la dependència respecte de Windows. UOS disposa com a base Deepin i la versió 4 de la shell de Deepin, la DDE 4.

### Llançaments
| Versió               | Data de llançament | Comentaris | Entorn d'escriptori   | Sistema subjacent                       |
| -------------------- | ------------------ | --- | --------------------- | --------------------------------------- |
| Hiwix 0.1            | 28 /02/2004        | | IceWM                 | Morphix                                 |
| Hiweed Linux 0.2     | 3/03/2004          | | IceWM                 | Morphix                                 |
| Hiweed Linux 0.3     | 22/07/2004         | | Xfce                  | Debian                                  |
| Hiweed Linux 0.55    | 25/09/2004         | | Xfce                  | Debian                                  |
| Hiweed Linux 0.6     | 24/02/2005         | | Xfce                  | Debian                                  |
| Hiweed Linux 1.0     | 25/09/2006         | | Xfce                  | Ubuntu                                  |
| Hiweed Linux 2.0     | 17/11/2008         | | LXDE                  | Ubuntu                                  |
| Linux Deepin 9.12    | 30/12/2009         | | GNOME 2               | Ubuntu                                  |
| Linux Deepin 10.06   | 20/07/2010         | | GNOME 2               | Ubuntu                                  |
| Linux Deepin 10.12   | 31/12/2010         | | GNOME 2               | Ubuntu                                  |
| Linux Deepin 11.06   | 4/07/2011          | | GNOME 2               | Ubuntu                                  |
| Linux Deepin 11.12   | 30/12/2011         | | GNOME 3               | Ubuntu                                  |
| Linux Deepin 11.12.1 | 29/02/2012         | | GNOME 3               | Ubuntu                                  |
| Linux Deepin 12.06   | 17/07/2012         | | GNOME 3               | Ubuntu                                  |
| Linux Deepin 12.12   | 19/06/2013         | | DDE1.0                | Ubuntu                                  |
| Linux Deepin 12.12.1 | 7/08/2013          | | DDE1.0                | Ubuntu                                  |
| Linux Deepin 2013    | 28/11/2013         | | DDE1.0                | Ubuntu                                  |
| Deepin 2014          | 6/07/2014          | | DDE 2.0               | Ubuntu                                  |
| Deepin 2014.1        | 28/08/2014         | | DDE 2.0               | Ubuntu                                  |
| Deepin 2014.2        | 31/12/2014         | | DDE 2.0               | Ubuntu                                  |
| Deepin 2014.3        | 28/04/2015         | | DDE 2.0               | Ubuntu                                  |
| Deepin 15            | 31/12/ 2015        | | DDE 3.0 (basat en Qt) | Debian (inestable)                      |
| Deepin 15.1          | 29/01/2016         | | DDE 3.0 (basat en Qt) | Debian (inestable)                      |
| Deepin 15.1.1        | 9/03/2016          | | DDE 3.0 (basat en Qt) | Debian (inestable)                      |
| Deepin 15.2          | 1/06/2016          | | DDE 3.0 (basat en Qt) | Debian (inestable)                      |
| Deepin 15.4          | 19/07/2017         | | DDE 3.0 (basat en Qt) | Debian (inestable)                      |
| Deepin 15.4.1        | 21/07/2017         | | DDE 3.0 (basat en Qt) | Debian (inestable)                      |
| Deepin 15.5          | 30/11/2017         | | DDE 3.0 (basat en Qt) | Debian (inestable)                      |
| Deepin 15.6          | 15/06/2018         | | DDE 3.0 (basat en Qt) | Debian (inestable)                      |
| Deepin 15.7          | 20/08/2018         | | DDE 3.0 (basat en Qt) | Debian (inestable)                      |
| Deepin 15.8          | 20/11/2018         | | DDE 3.0 (basat en Qt) | Debian (inestable)                      |
| Deepin 15.9          | 16/01/2019         | | DDE 3.0 (basat en Qt) | Debian (inestable)                      |
| Deepin 15.10         | 28/04/2019         | Primera versió que es basa en Debian estable; DDE-KWin és el nou gestor de finestres | DDE 3.0 (basat en Qt) | Debian 9 (estable)                      |
| Deepin 15.10.1       | 17/05/2019         | | DDE 3.0 (basat en Qt) | Debian 9 (estable)                      |
| Deepin 15.10.2       | 1/07/2019          | | DDE 3.0 (basat en Qt) | Debian 9 (estable)                      |
| Deepin 15.11         | 19/07/2019         | Gestor de finestres kwin corregit i optimitzat conferint estabilitat i compatibilitat | DDE 3.0 (basat en Qt) | Debian 9 (estable)                      |
| Deepin 20 (beta)     | 15/04/2020         | Millores en el programari natiu de la distribució, en l'aparença, panel i centre de control. | DDE 4.0 (basat en Qt) | Debian 10 (buster), Kernel 5.3          |
| Deepin 20            | 11/09/2020         | Afegeix controladors privatius NVIDIA. Es pot elegir el Kernel durant la instal·lació: 5.4 o 5.7 | DDE 4.0 (basat en Qt) | Debian 10.5 (buster), Kernel 5.7        |
| Deepin 20.1          | 29/12/2020         | Millores en el rendiment i substitució de Firefox per Browser (basat en Chromium), GParted per Disk Manager i Cheese per Camera. | DDE 4.0 (basat en Qt) | Debian 10.6, Kernel 5.8                 |
| Deepin 20.2          | 31/03/21           | Millores en el rendiment i reducció del consum de memòria. | DDE 4.0 (basat en Qt) | Debian 10.8, Kernel 5.10 (LTS) i 5.11   |
| Deepin 20.2.1        | 13/05/2021         | Suport per a les CPU d'onzena generació, per als arxius Btrfs a l'instal·lador del sistema i reconeixement automàtic de les pantalles tàctils. | DDE 4.0 (basat en Qt) | Debian 10.9                             |
| Deepin 20.2.2        | 29/06/2021         | Nova app store amb suport per a aplicacions Android, inicialment es mostrava buida i només en xinès. Suport complet per a Secure Boot, eina que assegura que només s'inicia el sistema si és amb el kernel de la instal·lació. Actualització del Deepin Desktop Environment (DDE) que passa ha suportar autentificació biomètrica. | DDE 4.0 (basat en Qt) | Kernel 5.10 LTS i Linux 5.12            |
| Deepin 20.2.3        | 17/08/2021         | S'afegeix suport OCR per a extreure text de les imatges de manera senzilla; correccions de seguretat; optimitzacions a DDE i en algunes aplicacions i millores en l'experiència d'usuari. | DDE 4.0 (basat en Qt) | Debian 10.10, Kernel 5.10.50 i 5.12.18  |
| Deepin 20.2.4        | 29/09/2021         | Funcionalitat de cerca global per a trobar aplicacions, arxius entre d'altres des de la barra de tasques. Altres millores i correccions, com l'actualització dels controladors gràfics d'NVIDIA | DDE 4.0 (basat en Qt) | Debian 10.10, Kernel 5.10.60 i 5.13.13  |
| Deepin 20.3          | 23/11/2021         | Primera distribució Linux que ofereix la possibilitat d'instal·lar el kernel 5.15. Millora l'experiència d'usuari en la gestió d'imatges i vídeos; com en la captura de pantalles i la posterior extracció de text (OCR). | DDE 4.0 (basat en Qt) | Debian, Kernel 5.10 i 5.15              |
| Deepin 20.4          | 18/01/2022         | Va renovar l'instal·lador, que podia detectar i aprofitar si hi havia una partició EFI a la unitat de destinació. A més, l'instal·lador muntava automàticament particions d'intercanvi (swap), alhora que es va actualitzar la política de privacitat.                                                                             | DDE 4.0 (basat en Qt) | Debian, Kernel 5.10.83 LTS i 5.15.6 LTS |
| Deepin 20.5          | 31/04/2022         | Fou la primera distribució Linux en oferir reconeixement facial. |                       | Kernel 5.15.24                          |
| Deepin 20.6          | 31/05/2022         | Es varen corregir errors, també hi hagué millores de suport a programari i controladors gràfics. |                       |                                         |
| Deepin 20.7          | 1/09/2022          | El Kernel HWE 5.18 afegia compatibilitat amb més maquinari millorant la compatibilitat i seguretat del sistema. |                       | Kernel 5.15.45 LTS i 5.18               |
| Deepin 20.8          | 9/12/2022          | Deepin Home és el nou mòdul d'informació i contacte amb els responsables de Deepin on s'inclou informació rellevant per a l'usuari. |                       | Kernel 5.15.77                          |
| Deepin 20.9          | 17/04/2023         | Actualitzà programari i fixà errors de programari. |                       |                                         |
| Deepin 23            | 15/08/2024         | Aportà actualitzacions atòmiques i millores en IA |                       |                                         |